# ニューヨーク市地下鉄の信号設備

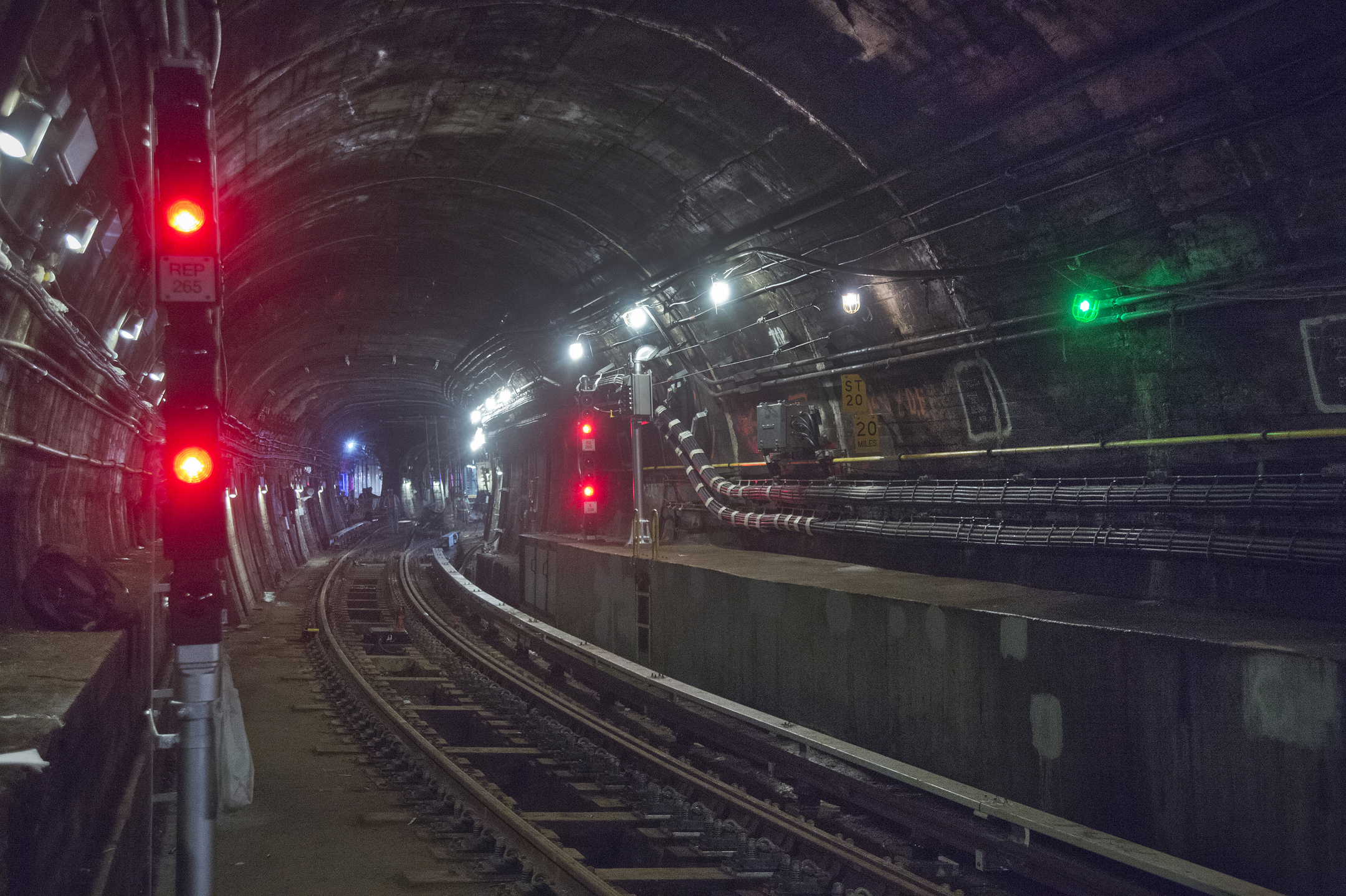
モンタギュー・ストリート・トンネルに設置された中継信号機。曲線の向こう側にある信号機の現示をそのまま表示している。

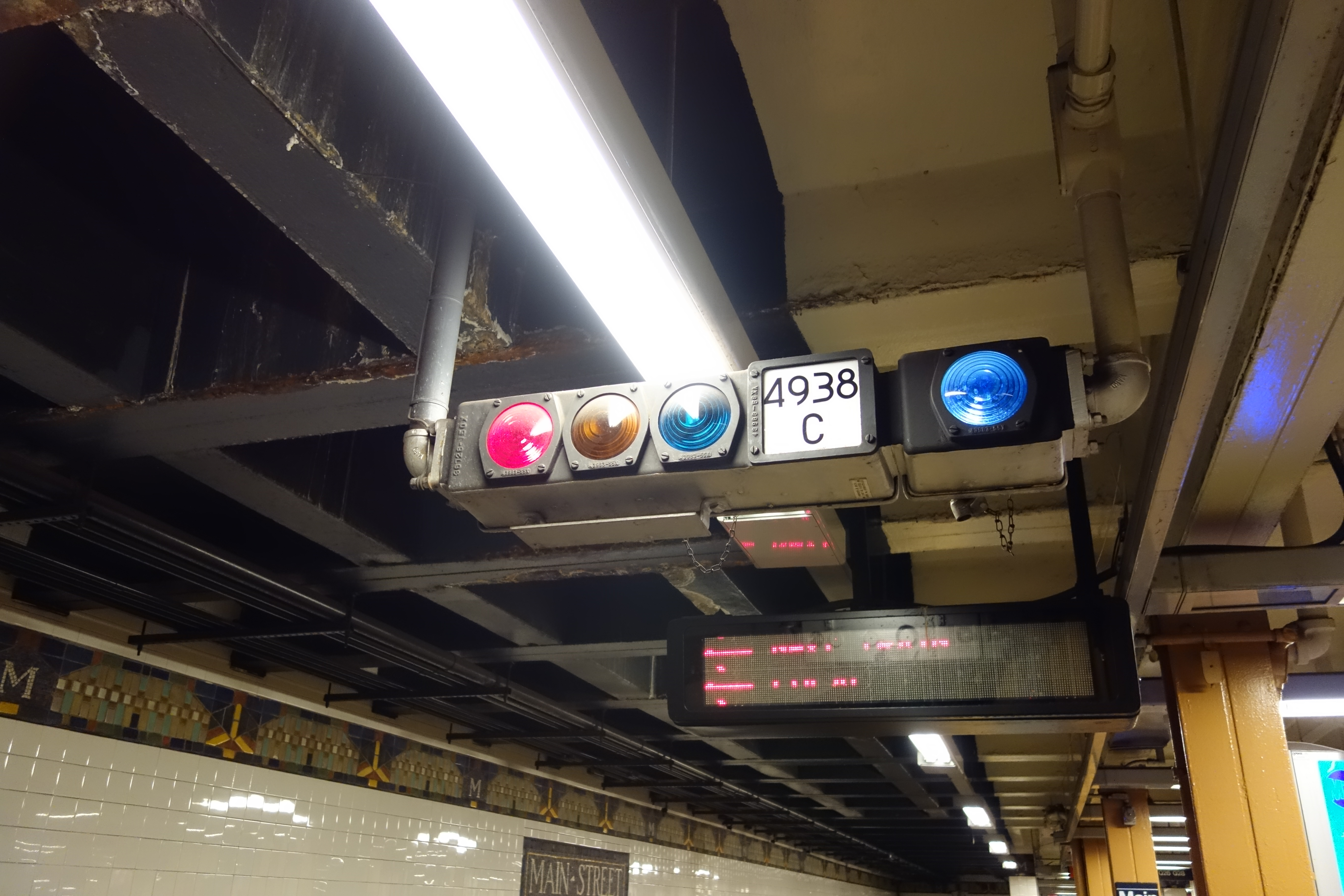
フラッシング-メイン・ストリート駅にある信号機。

ニューヨーク市地下鉄の信号設備（ニューヨークしちかてつのしんごうせつび）ではアメリカ合衆国のニューヨーク市地下鉄で使用される信号設備全般を解説する。

## 概説
ニューヨーク市地下鉄のほとんどの列車は手動で運転されている。2022年現在、自動閉塞信号機を使用しており、地上に設置された信号機と打子式自動列車停止装置を備える。信号システムの多くの部分は、1930年代から1960年代にかけて設置された。設計が古いため、多くの交換部品は信号供給業者から入手できず、地下鉄を運営するニューヨーク市交通局向けに特注する必要がある。また、一部の地下鉄路線は線路容量が限界に近く、現在の仕様では臨時列車の運行が不可能である。
地下鉄では2種類の固定閉塞方式がある。現在のスキームは、もともとブルックリン・マンハッタン・トランジット (BMT) とインディペンデント・サブウェイ・システム (IND) の仕様に合わせて建設され、すべてのAディビジョンとBディビジョンの路線で使用されている。Aディビジョンの信号方式は以前まで異なる方式が使用されていたが、2017年9月に IRTダイアー・アベニュー線の信号がBディビジョン方式に切り替えられ、使用されなくなった:iv。
ニューヨーク市地下鉄の近代化の一環として、メトロポリタン・トランスポーテーション・オーソリティ (MTA) は自動的に列車を制御・運転する通信ベースの列車制御 (CBTC) 技術で自動化することを計画している。CBTCは大部分が自動化されており、移動閉塞システムを使用している。これにより、列車の運転間隔が短縮され、列車の頻度と容量が増加し、列車の位置が制御室に中継される。CBTCは車両側にも専用の設備が必要なため、導入にあたり新型車両の導入や車両改造によって対応させている。

## 固定閉塞信号
ニューヨーク市の地下鉄網は、1904 年の開通以来、ほとんどの区間で固定閉塞方式を使用してきた。2014年5月現在、約 14,850基の閉塞区間、3,538基の本線用転轍機、183か所の主要な分岐点、10,104個のトリップアーム（打子）、および 339,191基の信号用継電器（リレー）で構成されている。列車はかつて各分岐点に設置された信号扱所によって制御されていたが、集約された信号扱所を用いるようになって置き換えられていった。最終的に、こうした集約した信号扱所も、マンハッタンのミッドタウンにある単一の信号制御センターに集約された。
こうした信号機は、列車が占有している閉塞区間に他の列車が入るのを防ぐように機能する。通常、1閉塞の長さは 1,000 フィート (300 m) だが、IRTレキシントン・アベニュー線などの使用頻度の高い路線では、閉塞区間を短くしている。2本の走行レールは電流を通すため、軌道回路を形成している。軌道回路が開いていて、レール間を電流が流れない場合、列車がこの軌道回路に在線していないということであるため、信号機は緑色に点灯する。列車が閉塞に入ると、金属製の車輪がレール上の回路を閉じ、信号が赤になり、列車が在線していると検知する。列車の最高速度は、列車の前で開通している閉塞の数によって異なる。ただし、信号は列車の速度を記録せず、閉塞内の列車位置も検知していない。赤信号の際は付帯のトリップアーム（打子）が上昇しており、列車が赤信号を通過すると抵抗制御・SMEE式空気ブレーキ車の場合ブレーキ管を開くコックが、VVVFインバータ制御・電気指令式ブレーキ車の場合非常ブレーキ指令線回路を遮断するスイッチがそれぞれ作動し非常ブレーキが扱われる。
現在地下鉄で使用される信号機は、列車の動きによってのみ制御される自動信号機、信号扱所からの操作によって強制的に停止現示を表示させることのできる接近信号機、信号扱所から進路制御して現示される場内信号機、その他の信号機（誘導信号機、小型信号機、標識、中継信号機、時素信号機）に区分されている:110–111:チャプター2。
自動信号機と接近信号機は一般的に、以下のどれかの現示1つを表示する灯器を備えている。
- 停止：停止、誘導信号機と時素信号機には特殊規定あり（赤信号1灯）[1]:110–111[7]:68
- 進行：次の信号は進行または注意（緑信号1灯）[1]:110–111[7]:68
- 注意：次の信号は停止（黄信号1灯）[1]:110–111[7]:68

分岐点手前の場合、地下鉄は速度信号と経路信号の両方を使用する。上部の灯器が速度信号、下部の灯器が経路信号であり、経路信号は直進側を緑、分岐側を黄で示している:110–111:75–77。
耐用年数とされる約50年よりも約30年ほど長く使用している信号機もあり、老朽化した信号機は故障しやすい。信号の問題は2016年現在では地下鉄の遅延の13%を占めているため、信号システムの更新が急務となっている。また、一部の地下鉄路線は列車の容量制限に達しており、現在の信号システムではこれ以上の列車運行ができない。

### 固定閉塞信号の種類

#### 通常の信号機
以下に、信号機内方の閉塞区間に分岐のない場合の固定閉塞信号の現示状態を図示する:73–84。

進行[7]:79
注意、次の信号機は現在停止現示である[7]:79
停止、この信号機を通り過ぎると自動列車停止装置が作動する[7]:79
ツーショット方式の速度制限用時素信号機（勾配信号機）、次の信号機は、速度制限適用の時素の要素によってのみ停止現示となっている[7]:79
ツーショット方式の速度制限用時素信号機（勾配信号機）、次の信号機は場内信号機で分岐側に開通しており、速度制限適用の時素の要素によってのみ停止現示となっている[7]:79
ワンショット方式の速度制限用時素信号機（勾配信号機）で、また時素時間を経過していない[7]:73, 82
時素信号機（駅信号機）、表示された速度で進行すれば開通する[7]:73, 82

信号の色は現在全線で上から緑・黄・赤となっているが、以前IRTで使用されていたものは黄色と赤の配置が反転していた:73, 77–78:110–111。

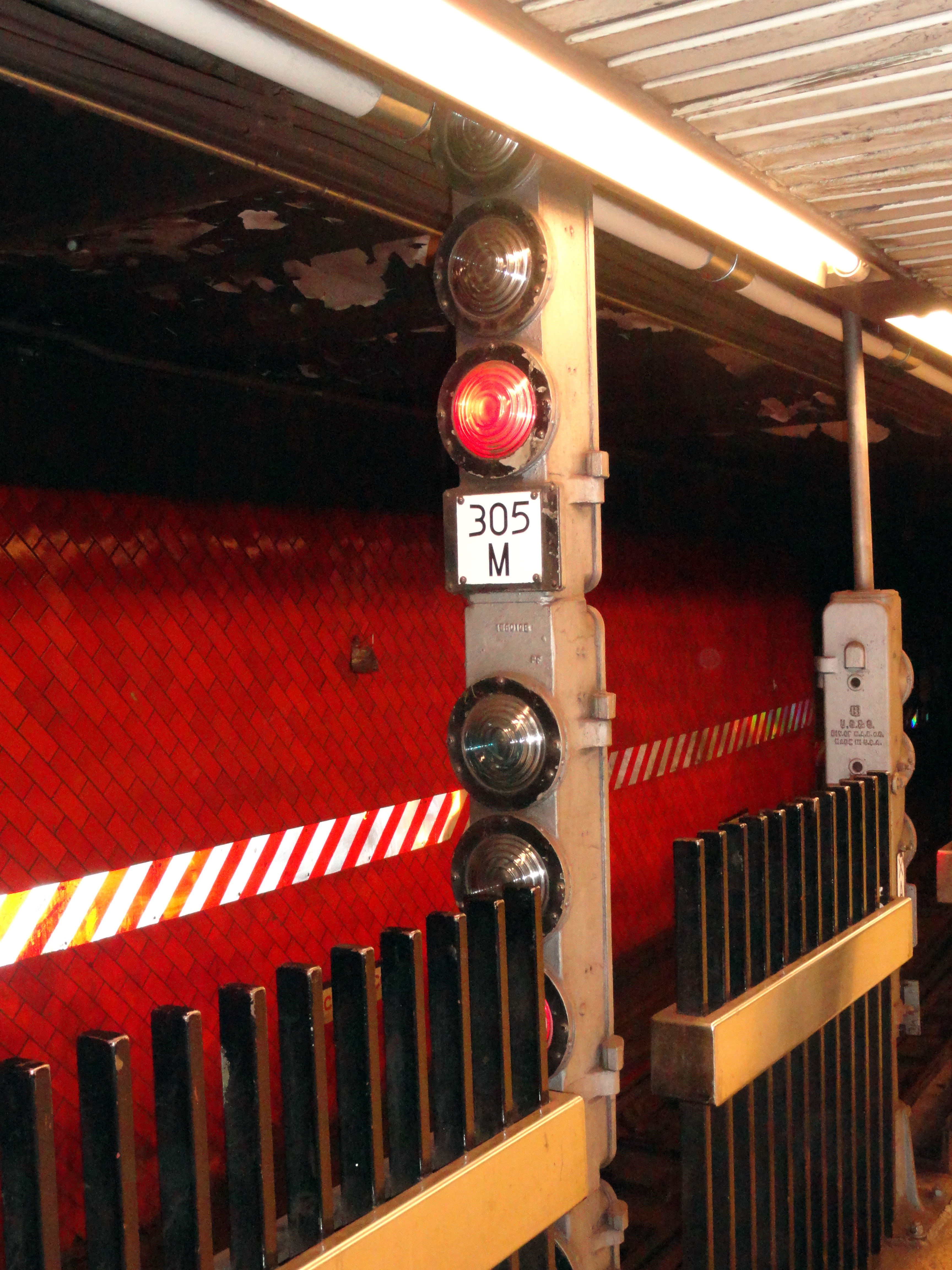
ボウリング・グリーン駅に設置されていた信号機。

#### キーバイ信号機
ニューヨーク市地下鉄の信号システムでは、自動式および手動式の「キーバイ」(key-by) 信号機というものがあり、停止現示の地上の閉塞信号機に車掌が物理的な鍵を挿入することで、注意現示に変えることができる。キーバイ信号機を操作するときは、トリップアーム（打子）を自動または手動で解除する操作を伴う必要があり、それから線路上に障害物があれば止まれるように十分注意して進行する:xiv:40–41。
1970年までは、列車が赤信号で一時停止した場合、運転士はキーバイ操作をして赤信号を通過することが許可されていた。列車の運転士は、赤信号で一時停止し、運転台から線路の高さまで降り、鍵のような装置を使ってトリップアーム（打子）を下げる:xiv:178。1970年のホイト-スカーマーホーン・ストリーツ駅の北での事故など、キーバイ操作をして進行して他の列車に衝突した何件もの事故が起き、運転指令員によって許可が与えられない限り、キーバイ操作をすることは禁止された:xiv:178。

#### 時素信号機
地下鉄の速度制御は時素信号機（タイマー信号機）によって行われる。列車が特定の地点を通過するとすぐ、カウントアップするタイマーが開始され、事前に設定された時間が経過するとすぐに信号機を進行現示へと変える。設定されている時間は、制限速度とタイマー開始地点から信号機までの距離から計算される。時素信号機は、勾配、カーブ、または車止めの前で速度を監視する「勾配型」と、列車が駅を出発している最中に、一定の速度以下であれば他の列車が駅に進入できるようにする「駅型」に区別される。勾配型には2つのタイプがあり、最初のタイプの「ツーショット・タイマー」は、一般に長い区間で設定速度以下で列車が走らなければならないような下り坂などで使用される。制限速度内で信号機を通過する機会が2度あるため、この名前が付けられた。一方、「ワンショット・タイマー」は急カーブで見られ、制限速度内で信号機を通過する機会が一度しかないことから名付けられた。

#### 中継信号機
中継信号機はカーブでの列車運行の安全を確保するために使用される。中継信号機は、カーブの先にある信号機の現示をそのまま表示しており、中継対象の信号機とは線路の反対側に設置される:111。

#### 車輪検出装置
信号のもう1つの付帯設備として、車輪検出装置が存在する。これらは、対象の車両の車軸がどれだけ速く動いているかを測ることで、列車の速度を測定できるセンサーである。1996年に初めて導入されたこの装置は、列車が分岐器を通過する際の速度制限の適用をさらに強化するもので、分岐側に開通している場合にのみ有効化される。列車の運転士が勾配型の時素信号機の開始時にゆっくりと走行し、その後制限速度を超過するがトリップアームによって非常ブレーキをかけられずに走るようなことを防ぐ。表示が点滅しているときは、列車が制限速度を超過しておりトリップアームが動作することを示している:xv。

#### 可動ステップ信号
可動ステップが設置されているIRTレキシントン・アベニュー線14丁目-ユニオン・スクエア駅には可動ステップの動作状態を示す信号機を設置している。以前はブルックリン・ブリッジ-シティ・ホール駅やIRTブロードウェイ-7番街線サウス・フェリー駅（ループ線）にも設置されていた。
これらの駅では、可動ステップがホームからせり出し、カーブしている駅でのホーム・車両間の隙間を減らしている。信号は、単一の赤灯火とその下にある「GF」インジケーターで構成されている。信号が赤のときはステップがせり出していることを示し、消灯すると、ステップが格納されて、列車の速度を上げて駅を出発できることを示す:xv:86。

### 連動信号機の種類
連動領域は、分岐器で接続された2本以上の線路で構成される。列車の進路は、連動領域において互いに干渉する可能性がある。1つの進路が設定されると、その進路と競合する動きを防ぐように転轍機と信号機が特定の方法で構成されている。連動信号機は、連動領域に設置された信号機で、緑-黄-赤を組み合わせた灯器2つを備え、付属の灯火もしばしば付いている。場内信号機は、連動信号機の一種であり、ある進路または閉塞の入口に立てられて、その進路または閉塞に進入しようとする列車を制御する。ほとんどの連動領域では、各線に1つの信号機しかない:xii:75。場内信号機の中には、下部に3番目の黄の灯火が付いており、誘導信号機と呼称される。誘導信号機の働きにより、列車の運転士は信号機のそばに設置されたレバーを押してトリップアームを下げることができ、信号機が赤を表示していても、列車は低速で信号機を通過できる:xiv:79。検車区内でも同様の信号機が見られる。3つの灯器がすべて黄を表示している場合、列車は停止することなく低速で信号機を通過できる:xiv。
連動信号機は、列車の動きに依存して動作するのではなく、連動領域の近くにある信号扱所の扱い手によって制御される。列車の乗務員は、連動領域に最も近い駅の、運転台の窓の横のあたりにあるパンチボックスを使用して、列車がどの線路に行くかを信号扱所に通知する必要がある。信号扱所では経路を変更できるよう、信号扱室内に制御盤を備えている:xii:74。
連動信号機は、どちらに分岐器が開通しているかも運転士に知らせる。連動信号機の上段は信号機内方の閉塞区間の開通状態を、下段は開通している進路を表す。地下鉄で使用されている連動信号機の現示状態を以下に図示する:110–111:76–78。

進行、分岐器は直進側に開通[7]:76
注意、分岐器は直進側に開通、次の信号機は現在停止現示[7]:76
進行、分岐器は分岐側に開通[7]:76
注意、分岐器は分岐側に開通、次の信号機は現在停止現示[7]:76
停止[7]:76
誘導信号機が開通、列車は停止現示の信号機内方に進行できる[7]:79
ツーショット方式の勾配型時素信号機、分岐器は直進側に開通、速度制限適用の時素の要素によってのみ停止現示となっている[7]:76, 82
ツーショット方式の勾配型時素信号機、分岐器は分岐側に開通、速度制限適用の時素の要素によってのみ停止現示となっている[7]:76, 82
ツーショット方式の勾配型時素信号機、分岐器は直進側に開通、次の信号機は場内信号機で分岐側に開通しており、速度制限適用の時素の要素によってのみ停止現示となっている[7]:76, 82
ツーショット方式の勾配型時素信号機、分岐器は分岐側に開通、次の信号機は場内信号機で分岐側に開通しており、速度制限適用の時素の要素によってのみ停止現示となっている[7]:76, 82
ワンショット方式の勾配型時素信号機で、また時素時間を経過していない[7]:75, 81
駅型時素信号機、表示された速度で進行すれば開通する[7]:83

#### 特殊な信号
ディカルブ・アベニュー駅では1958年の配線工事まで3方向に分岐する転轍機が存在していた。3方向目にあたる分岐を使用する際は特殊な青信号を使用していた。
このほか小型信号機が存在し、不定期に通常と反対方向に列車を運行する際に分岐器付近で使用される。信号扱所によって手動制御され、一般的な運行の一部ではなく、トリップアームを設置しないことが普通である。

### 近代化
1927年6月8日、ニューヨーク州交通委員会 (NYSTC) は、ブルックリン・マンハッタン・トランジット (BMT) に、信号のない残りの 142 マイル (229 km) の緩行線に自動信号機とATSを設置するよう命じた。続いて、1927年6月29日にインターボロー・ラピッド・トランジット (IRT) に、信号のない 183 マイル (295 km) の緩行線すべてに自動信号機とATSを設置するよう命じた。この工事には、BMTで934万5800ドル、IRTで1332万8400ドルかかると見積もられた。1931年3月16日、BMTジャマイカ線の168丁目駅からブロードウェイ・ジャンクション駅までの信号機設置が完了した。続いてIRTホワイト・プレーンズ・ロード線のウェイクフィールド-241丁目駅からガン・ヒル・ロード駅までの区間は1931年6月7日に完成し、IRTペラム線の高架部分の工事は1931年8月5日に完成した。BMTマートル・アベニュー線マートル・アベニュー-ブロードウェイ駅からメトロポリタン アベニュー駅までの区間は1931年10月4日に完成した。BMTブライトン線の信号設置は1931年12月16日に完了した。
1995年にウィリアムズバーグ橋で2つの列車が衝突し、列車を別の列車の後ろに追突させた運転士が死亡した後、MTAは信号と列車の両方を修正して平均速度を下げた。列車の最高速度は時速 55 マイル (時速 89 km) から時速 40 マイル (時速 64 km) に引き下げられ、MTAは勾配型の速度制限信号機を設置して、列車が制限速度以下で走行した場合のみ進行できるようにした。こうした時素信号機の中には、うまく働かないものもあった。運転士が指示された制限速度まで列車を減速させたとしても、止められてしまう場合があったのである。運転士の中には、指示されているよりも長い時間を待たせる信号機であった場合に備えて、列車を制限速度よりさらに遅く走らせる場合があった。これにより、一部路線では線路容量が減少し、1時間あたりの列車数が少なくなって、混雑を激化させた。2012年までに1,200箇所以上の信号機が交換され、そのうち 1.1% (13基の信号機) により、乗客は変更前と比較して、平日の列車内滞在時間が2,851時間増加した。2018年半ばまでに、信号が交換されたところは1,800箇所に増加し、年末には2,000箇所に達した。
2017年現在、地下鉄の最古の信号の一部は80年前のものであり、頻繁に故障したため、さらに遅れが生じ、MTAは2017年に地下鉄の緊急事態を宣言するに至った。MTAの調査により、2017年12月と2018年1月では、信号機の故障により1万1,555回の列車の遅延が発生したことが分かった。2018年夏、市交通局は時素信号機が運行に大きく影響を与える20か所の評価を開始した。
線形や車両設計の改良により、列車がより高速で運行できるようになったにもかかわらず、制限速度はあまり変わっていなかった。このため、可能な範囲で速度制限を引き上げようという動きが出た。2018年の夏、市交通局の局長であるアンディ・バイフォードは、列車運行のやり方を変えて遅延を減らすために「SPEED」部隊を結成した。その後すぐに、MTAは地下鉄網全体の初めての時素の見直しの一環として、表示されている制限速度で列車が走れるかどうかを評価するためにタイマーの試験を開始した。MTAは最終的に、列車が制限速度で進むことを妨げ、列車を意図したよりも大幅に遅く走らせた267の故障した時素信号機を特定した。信号機が誤動作しているにも関わらず、当局の厳しい規律を重視する文化から、表示された速度またはそれに近い速度で信号機を通過する列車の乗務員は罰せられていた。バイフォードは、「安全性と速度が両立しないとは思わない」と述べている。2018年12月までに、部隊は制限速度を上げることができる130か所を発見し、そのうちのいくつかは修正中だった。また、一部で制限速度が2倍になり、平均速度が一般的に 10 ～ 20 mph (16 ～ 32 km/h) から 40 mph (64 km/h) に引き上げられることが発表された。2019年1月までに、タイマーの95%が試験され、発見された320個の障害のあるタイマーが修正中であることが発表された。さらに、68か所で制限速度の引き上げが承認された。翌月、MTAは地下鉄信号の専門家ピート・トムリンを雇った。2021年3月現在、MTAは前年から64か所で速度制限を引き上げている。

### チェイニング
ニューヨーク市地下鉄の路線上の位置を正確に特定するために、チェイニングと呼ばれる距離程が使用される。チェイニング・ゼロと呼ばれる定点から線路の経路に沿って距離を測定する。したがって、線路に沿った距離であり、2点間の最短距離ではない。このチェイニング・システムは、マイルポストやマイレージ・システムとは異なる。ニューヨーク市の地下鉄システムは、1チェーンが66フィート (20.12 m) の測量士のチェーン（ガンター氏測鎖）ではなく、1チェーンが100フィート (30.48 m) の技術者のチェーンを使用するという点で、他の鉄道チェーン・システムとは異なっている。チェイニングは、指定された路線上の列車の位置を確認するために、列車無線と組み合わせて地下鉄線全体で使用される。

## 自動列車監視制御装置

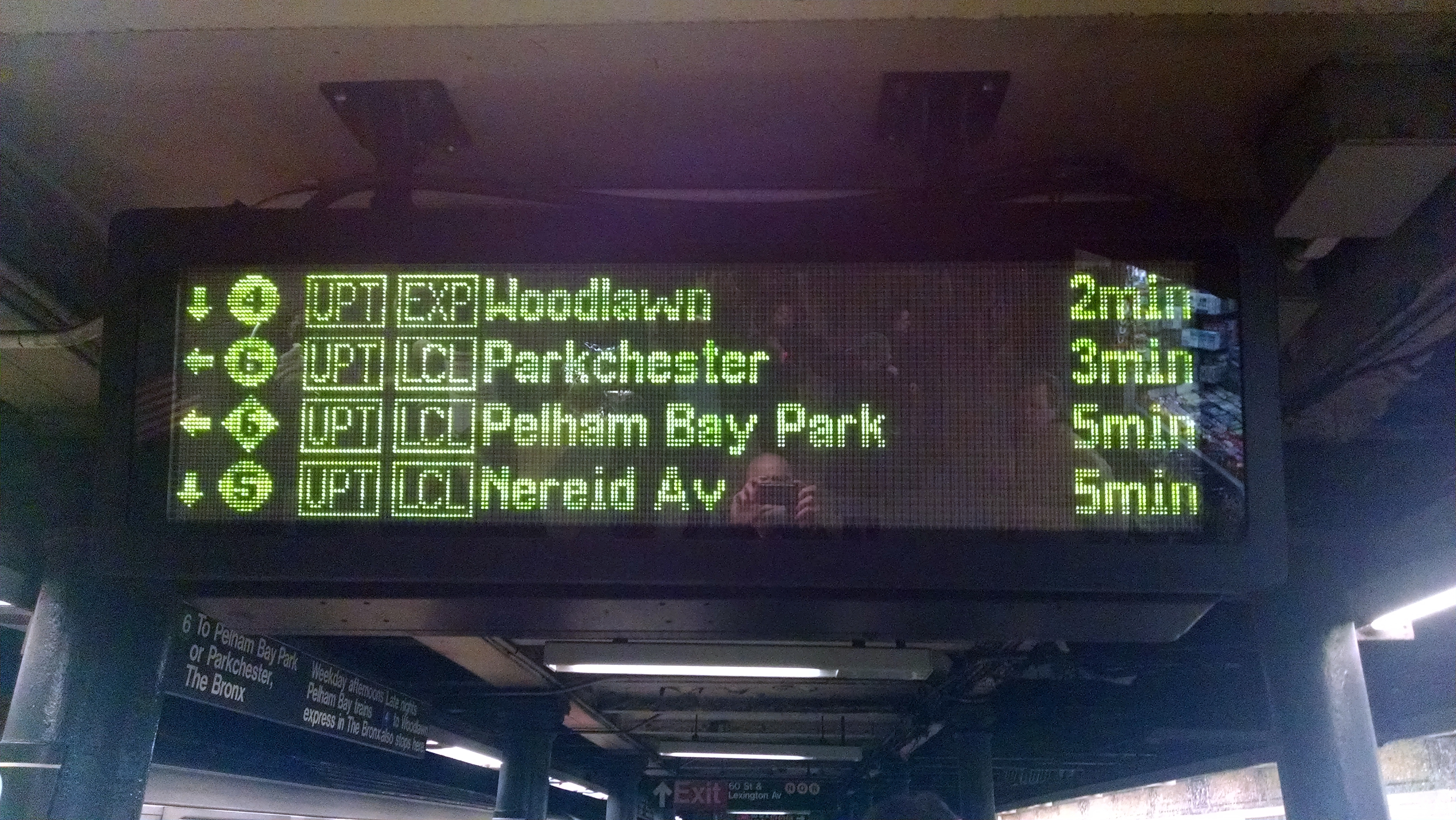
Aディビジョン各線に設置される発車標。

ニューヨーク市地下鉄は、Aディビジョンで列車の運行管理と進路制御に自動列車監視制御装置 (Automatic Train Supervision、ATSまたはATS-A) と呼ばれるシステムを使用している。ただし、IRTフラッシング線を走る7系統・<7>系統の列車では使用されていない。これは他のAディビジョン各線と直接線路が繋がっておらず、AディビジョンのATS-Aプロジェクトが開始される前から通信ベースの列車制御装置 (CBTC) の導入計画があったためである。ATSを使用すると、運転指令室 (Operations Control Center、OCC) の運転指令は、列車がどこにいるか、個々の列車が早く走っているか遅れているかをリアルタイムで確認できる。列車ダイヤが乱れたときには、旅客サービスを改善するために、指令は、列車の接続のために列車を抑止したり、経路変更を行ったり、途中で折り返したりする。また、列車が到着するまでの分数を表示する発車標の設置を容易にするためにも使用され、AディビジョンとBMTカナーシー線で使用される。4系統の列車の1991年ユニオン・スクエア駅脱線事故で5人が死亡した後、1992年にBMTカナーシー線とAディビジョン各線のためにATSの導入が最初に提案された。カナーシー線のCBTCは2年後に提案された。
ATS-Aの展開には、将来のCBTCに対応できるよう信号を改良すること、および23箇所の信号扱所からの操作を信号制御センターに統合することが含まれていた。パーソンズ・コーポレーションは、MTAがAディビジョンの線路の175マイル (282 km) にシステムを設置するのを支援し、BディビジョンへのATS導入の準備計画を立てた。このプロジェクトは最終的に2億ドルを費やした。その完成は5年遅れ、最終的にATS-Aの実装には14年かかった。しかし、ATS-Aの展開は複数の問題により遅れた。ニューヨーク市地下鉄の設備の独自の仕様、MTAが外部の請負業者ではなく自局の従業員を使用することを選択したこと、および請負業者の不十分な訓練がすべて遅延の原因となった。さらに、MTAはATSの試験の期限を遅らせ続けた。しかし、プロジェクト中の最大の問題は、MTAと請負業者がうまく協力できなかったことで、主にコミュニケーション不足が原因だった。
2006年、2008年、2010年に、MTAはBディビジョンをATSにアップグレードすることを検討したが、複雑すぎて時間がかかりすぎるため、提案を却下した。しかし、MTA は、列車の発車標に対する利用客の需要が高いため、CBTCと「統合型運行情報管理装置」 (Integrated Service Information and Management、ISIM-B) という名前の新しいシステムを組み合わせて使用すると述べた。2011年に開始された、より単純なISIM-Bシステムは、基本的に軌道回路からのすべてのデータを結合し、それらをデジタルデータベースに統合する。必要な唯一の改良工事は信号扱所で実施する必要があった:9–10。当時、Aディビジョン全体がATSを備えていたが、Bディビジョンでは7線区のみが近代化された制御システムを備えていた (INDコンコース線、63丁目線、BMTアストリア線、BMTブライトン線、BMTフランクリン・アベニュー線、BMTシービーチ線、BMTウェスト・エンド線、およびINDカルバー線の一部とクイーンズ・プラザ駅周辺の線路）。当初は2017年までに完了する予定だった:20が、後に2020年に延期された。 BディビジョンのCBTC対応型ATSへの改修は1億5617万2932ドルでシーメンス社と契約した。この契約には、既にCBTC導入済みのBMTカナーシー線と、2021年までにCBTCが導入されることになっていたINDクイーンズ・ブールバード線とそこへのアプローチは除外されていた。クイーンズ・ブールバード線では、E、F、<F>、M、R系統が運行されているが、N、Q、W系統もマンハッタンにおいてR系統と線路を共有するため、ATSを導入することになっている。BディビジョンへのATS導入費用は、後に875万ドル増加した。

## 自動化

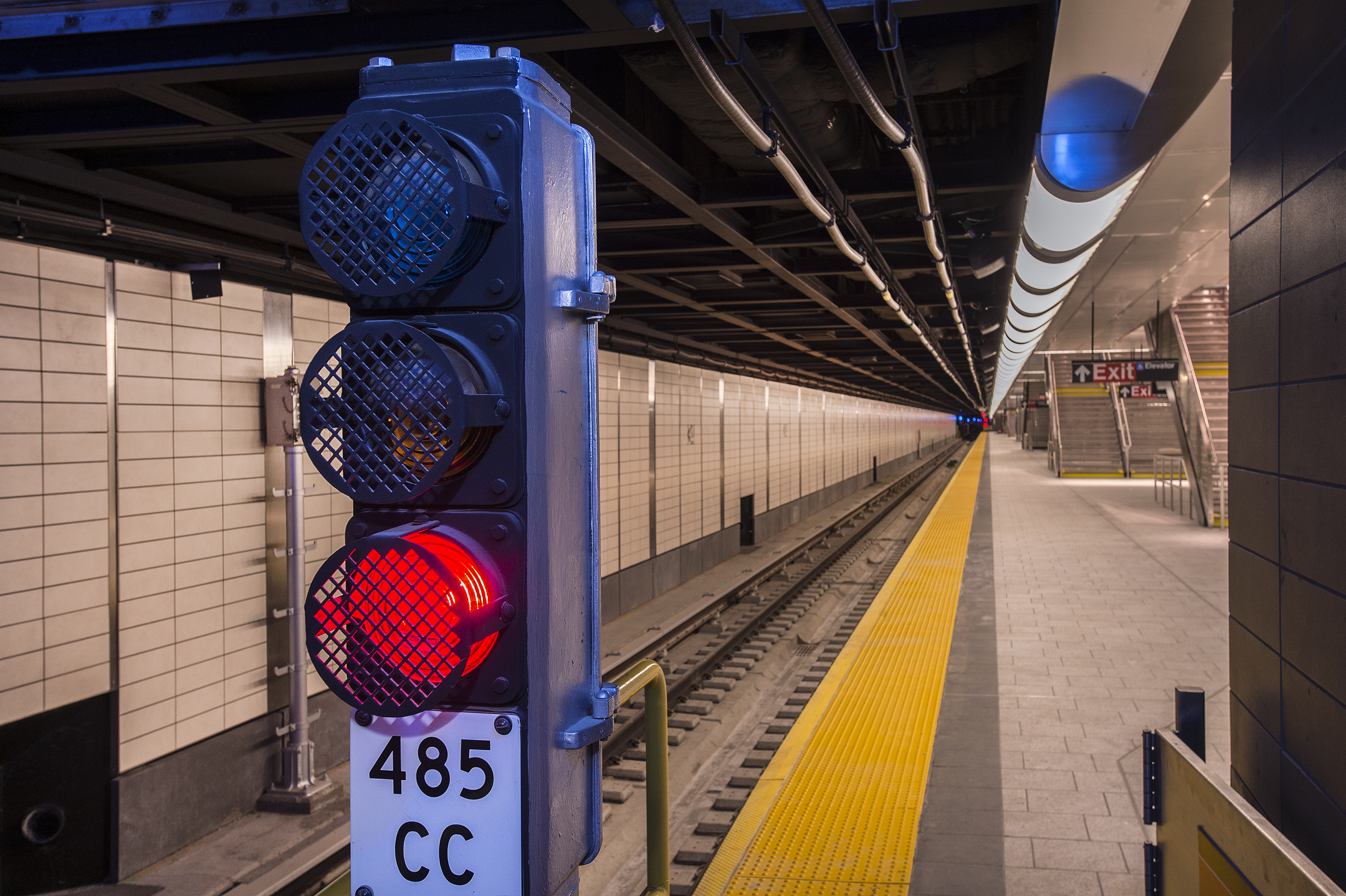
CBTCは、従来からの固定閉塞システムの上にオーバーレイとして導入される。たとえば、34丁目-ハドソン・ヤード駅にある閉塞信号機は、自動化されている。

CBTCを使用する列車は、レール間に設置された固定トランスポンダからの距離の測定に基づいて自列車の位置を特定する。CBTCを装備した列車には、各車両の下に車上アンテナがあり、固定された線路側のトランスポンダと通信し、無線で地上側の拠点装置に列車の位置を知らせる。次に、拠点装置は列車に停止限界を送信する。この技術的な改良より、列車は互いにより接近して運行できるようになり、線路容量がわずかに増加する。MTAはリアルタイムで列車位置を把握し、列車の到着と遅延に関するより多くの情報を利用客へ提供できるようになるほか、複雑な信号扱所を廃止することもできる。車掌が列車の速度と相対位置を監視できるように、列車には運転台内にモニタ装置を装備する。沿線の拠点装置自体は、洪水や自然災害に耐えられるよう密閉された箱の中に設置されている。ニューヨーク市地下鉄の場合、CBTCを設置した路線でも従来の固定閉塞信号機は残されている。
従来からの閉塞システムは、連動領域における転轍機の制御と監視、壊れたレール区間への進入禁止措置と防護、およびCBTCなしで動作している列車の追跡を取り扱う。CBTCを装備した路線は、商用電力周波数の単式軌道回路を全区間に備える。ただし、破損したレールの防護は、2本のレールのうちの1本でのみ行われる。すべての列車に搭載されている機器は、地上トランスポンダを基準として列車の位置を識別する。拠点装置は、軌道回路情報と列車の現在位置報告に基づいて、CBTCを使用する列車のみが在線していると判断すると、この情報を使用して、前方の状況に基づいて停止限界を与える。拠点装置はこのとき、列車の安全な間隔制御のみを提供するオーバーレイとして機能し、地上の従来からの信号システムからの干渉なしには動作できない。CBTCを使用した列車は、より接近して運行できるが、以前と同様に、駅停車時間と列車の性能が、運転時隔を制限する真の要因になっている。新しいシステムでも信号機と連動装置が引き続き必要だが、継電連動装置または電子連動装置によってよりうまく制御される。運転指令室のATS-Aシステムは、保安装置ではなく、全体的な時刻表に基づいて列車の進路制御を自動化するためだけに機能している。列車の位置は、乗客に到着時刻を知らせるためにも使用される。地下鉄のCBTCは、従来の固定閉塞信号も一部機器を撤去した上で使用するため、両方とも高コストで維持する必要がある。
CBTCの導入にあたり、使用車両は各種制御の応答性の都合でVVVFインバータ制御・電気指令式ブレーキの車両に限定されている。最初にCBTCを搭載したのはR143形で、これにR160形（うちR160A-1形8313 - 8380の68両のみ）とR188形（うち380両はR142A形からの改造）が続いて搭載されている。R160形については後年搭載改造が行われた車両もあり、R142形・R142A形・R179形・R211形の各形式についても今後搭載予定となっている。
ニューヨーク市地下鉄で初めてCBTCが導入されたのはBMTカナーシー線（L系統）で、シーメンスの「Trainguard MT CBTC」を使用している。なお、2009年時点ではG系統・J系統・M系統・Z系統およびシャトル各線を除く全路線への拡大を計画していた。
1系統・G系統・J系統・L系統・M系統・Z系統を除くほとんどの運行系統は、ラッシュ時間帯には線路容量が限界に達するほどの運行頻度となっている。したがって市交通局では、CBTCの設置を、より多くの列車を走らせるために線路容量を増大させ、列車間の間隔を短くする方法と見なしている。ただし、ニューヨーク市の地下鉄にCBTCを設置することは、運行体系の複雑さのため、他のシステムよりも難しくなる。MTAは年間16マイル (26 km) の線路にCBTCを設置することを望んでおり、地域計画協会はMTAが年間21マイル (34 km) の線路にCBTC信号を設置することを望んでいる。
ただしCBTCを設置していない現在でも、INDクイーンズ・ブールバード線で1時間あたり最大60本（各駅停車30本・急行30本）の頻度で運行できる。単一線区では同線の終着であるジャマイカ-179丁目駅とIRTフラッシング線の1時間あたり33本が最大である。BMTカナーシー線は、終着駅の両方にある車止めと電力の制約により、1時間に26本の運行に制限されている。しかし、IRTレキシントン・アベニュー線はCBTCなしで1時間に27本の頻度で運行している。他地域での場合、モスクワ地下鉄の路線はニューヨーク市地下鉄のほとんどとは異なり1時間に40本の運行を行っている。

### 42丁目シャトル

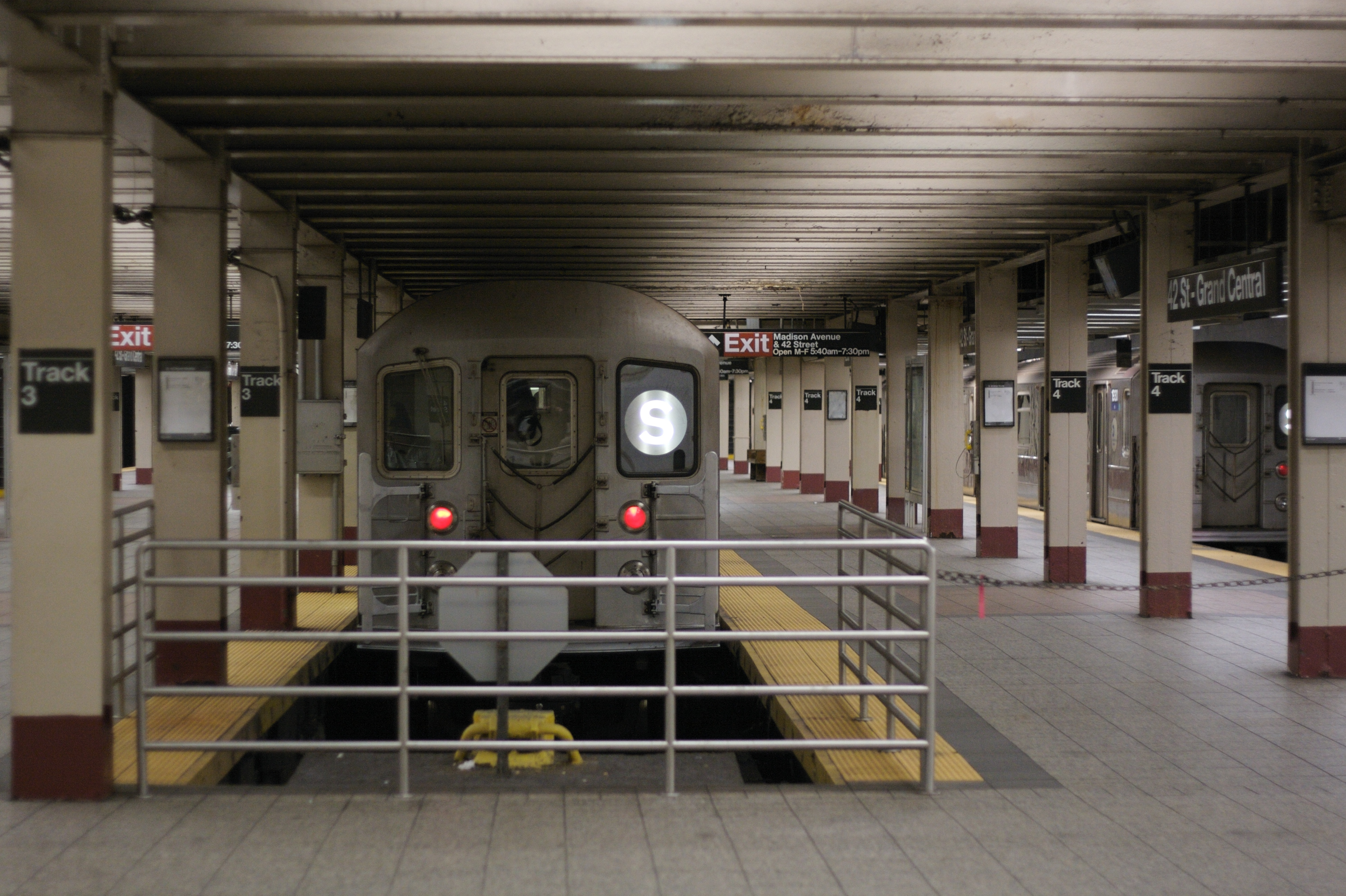
試験で使用されていたシャトル4番線（写真右）。

グランド・セントラル駅からタイムズ・スクエア駅までを走る42丁目シャトルは、1959年から1964年にかけて一時的に自動化されていた。運輸委員会の議長であるシドニー・H・ビンガムは、1954年にシャトル線専用のベルトコンペアのような形態を最初に提案した。しかし、その計画はコストが高いために中止となった。その後、1958年に新しく設立された市交通局 (NYCTA) はジェネラル・レールウェイ・シグナル、ウェスティングハウス・エア・ブレーキ社の信号部門であるユニオン・スイッチ・アンド・シグナル、ゼネラル・エレクトリック、ウェスタン・エレクトリックと協力して自動運転列車の実現可能性の研究を開始した。翌年、NYCTAの局長であるチャールズ・パターソンは、自動化された公共交通機関の研究結果についてスピーチを行った。42丁目シャトルだけでも、完全な自動化により年間15万ドルの節約になると推定された。

#### シー・ビーチ線試験線
1959年12月から、18番街駅とニュー・ユトレヒト・アベニュー駅の間のBMTシー・ビーチ線急行線で全自動列車の試験が行われた。当時の自動化の発想は、列車が駅にいる間にドアを開けたままにするために列車に送信されるコマンドに依存していた。列車には電話システムが装備されており、2か所の折り返し地点にいる人間のディスパッチャーと音声通信を維持していた。各駅には、24個のリレーからなる電子ディスパッチャー装置を収容する機器箱があった。この装置は、列車の発進、加速、制動、停止、および車両ドアの開閉を制御した。コマンドが停止すると、ドアはすぐに閉じる。新しい一連のコマンドは、列車を起動し、このシステムでの列車の最高速度である時速30マイル (48 km/h) まで徐々に加速させ、2つの駅に入ると時速 5.5 マイル (8.9 km/h) まで減速させるというものである。駅に入る際、列車は一連の探知機を通過し、これにより、列車が制限速度内で走行している場合、線路脇にあるアームが開いた位置になる。列車が速度を超過していると、トリッパーアームが直立したままになり、列車のブレーキが自動的にかかる。
この機器は、ジェネラル・レールウェイ・シグナルとユニオン・スイッチ・アンド・シグナルによって構築および設置された。NYCTAはこのプロジェクトに2 - 3万ドルを寄付し、自動化するR22形車両を譲渡した。25 - 30万ドルの資金の大部分は、信号を含む自動化プロセスの設置、保守、および技術監督に使用された。しかし、シャトルの自動化は運輸労組の会長であるマイケル・J・クイルによって反対され、この装置を「正気ではない」と批判した。
R22形にはさまざまな種類のブレーキシューが取り付けられており、どちらがレールジョイントをよりうまく処理できるかを確認した。最終的に、このような自動運転は手動運転よりも10秒長くかかることが判明した（85秒と比較して約95秒）。シー・ビーチ線のテストが進むにつれて、各路線と42丁目シャトルの安全を確保するために勾配型時素信号機が追加された。この列車はSAMと呼ばれ、シャトル線の4番線で運行される予定であった。

#### 実装・終焉
1962年1月4日の午後、3両編成の自動運転列車が運行を開始し、式典が行われた。列車は6か月の試験期間中、予備の運転士を乗せていた。列車は1961年12月15日に運行を開始する予定だったが、クイルは列車が走った場合、市内のすべての市営および私有の交通機関でストライキを起こすと脅したため延期となっていた。TWUとの新しい契約の下で、NYCTAは実験期間中に運転手を列車に乗せることに同意した。実験期間中、自動列車はラッシュ時にのみ運行されていた。7月には試験がさらに3か月延長され、10月には試験がさらに6か月延長された。NYCTAの議長であるチャールズ・パターソンは、自動化されたシャトル列車を見て失望し、「乗務員を乗せずに列車を運行できるのだろうか」と疑っていた。
当初、シャトルの自動化により、年間 150,000 ドルの人件費が削減されると予想されていた。ただし、列車で1名の乗務員が必要な場合は、本質的に節約はない。試験が成功した場合、IRTフラッシング線、BMTカナーシー線、BMTマートル・アベニュー線、フランクリン・アベニュー・シャトル、およびカルバー・シャトルを自動化することが計画された。これらの路線が選ばれたのは、42丁目シャトルと同様、単一の運転系統のみ運行されているためである。当時、NYCTAにはシステム全体を自動化する計画はなかった。複数の運転系統が入り混じるという中で、当時の技術では自動化が困難だった。カナーシー線とマートル・アベニュー線は後に計画から除外されたが、試験が成功した場合、他の3路線は自動化されることが期待されていた。
1964年4月21日のグランド・セントラル駅での大規模火災により、試運転列車が被災した。火事は3番線のシャトル列車の下で始まり、木製のプラットホームが全焼し被害が拡大した。運転手が煙を見て、1番線の列車を救出し、列車を後退させた。近くの建物の地下も被害を受けた。1・4番線は1964年4月23日に運行を再開し、3番線は少し遅れて同年6月1日に運行を再開した:83。3番線の再開が遅れたのは、火災で損傷した60本の梁を取り換える必要があったためであった。路線の再建は1967年まで続けられた。
1978年、NYCTAの上級幹部であるジョン・デ・ルースは、1984年か1985年に開通する予定だった63丁目線の完成後、当局は自動列車の運行を検討すると述べた。
自動化された高速輸送技術は、後にサンフランシスコ・ベイ・エリアのBARTとフィラデルフィア大都市圏のPATCO高速電車に導入された。自動化されたシャトル地下鉄車両を破壊した火災の後、酔っ払った運転手がユニオン・スクエア駅で列車の衝突を引き起こし、5人が死亡し、215人が負傷するまで、ニューヨーク市地下鉄の自動化に関する議案は凍結していた。自動列車運転装置 (ATO) とCBTCの導入を推奨する内容の1994年の投資効果報告書への発端となり、2000年代初頭に始まるカナーシー線の自動化につながった。カナーシー線プロジェクトが開始された1997年には、2017年までに地下鉄全体が自動化される予定だったが、2005年までに完成は2045年に延期されるという見通しになった。

### 初期のCBTC導入例
最初の2線区は合計約50マイル (80 km) で、2000年から2018年までCBTCの導入が行われた。CBTCが最初に設置された2路線は、それぞれの路線が単一の運行系統のみであること、他路線と線路が接続している地点が少ないことから選定された。

#### カナーシー線
L系統が走るカナーシー線が最初のCBTC導入路線に選ばれたのは、単一の運行系統のみで他の路線と行き来して運行されることがなく、距離も約10マイルと他の大部分の地下鉄路線よりも短くなっているためである。その結果、信号の要件とCBTCの実装の複雑さは、分岐点を持ち、他の路線と線路を共有するより複雑な地下鉄路線よりも、設置と試験が容易であった。シーメンス・トランスポーテーション・システムズはカナーシー線にCBTCシステムを導入した。
CBTCプロジェクトは1994年に最初に提案され、1997年にMTAによって承認された。信号システムの設置は2000年に開始され、2004年より順次試験を開始、2006年12月までにほぼすべての工事が終了し、この時点ですべてのR143形がCBTCを装備して運行していた。当初はR143形のみであったが、乗客数の予期せぬ増加があったためR160形を2010年より導入した。これにより、2007年5月時点では1時間あたり最大列車本数が15本であったのが、20本に増加した。これは、CBTC技術の導入や、または従来の自動閉塞信号機の再設計なしには不可能だった成果である。両形式ともシーメンスの「Trainguard MT CBTC」を使用している。2015年から2019年の投資計画では、1時間あたりの列車数を20本から22本に増やすことができるように、さらに3箇所の送電変電所の工事が行われた。同時に連動領域間の作業列車の移動を容易にする自動信号機の設置も盛り込まれた。

#### フラッシング線

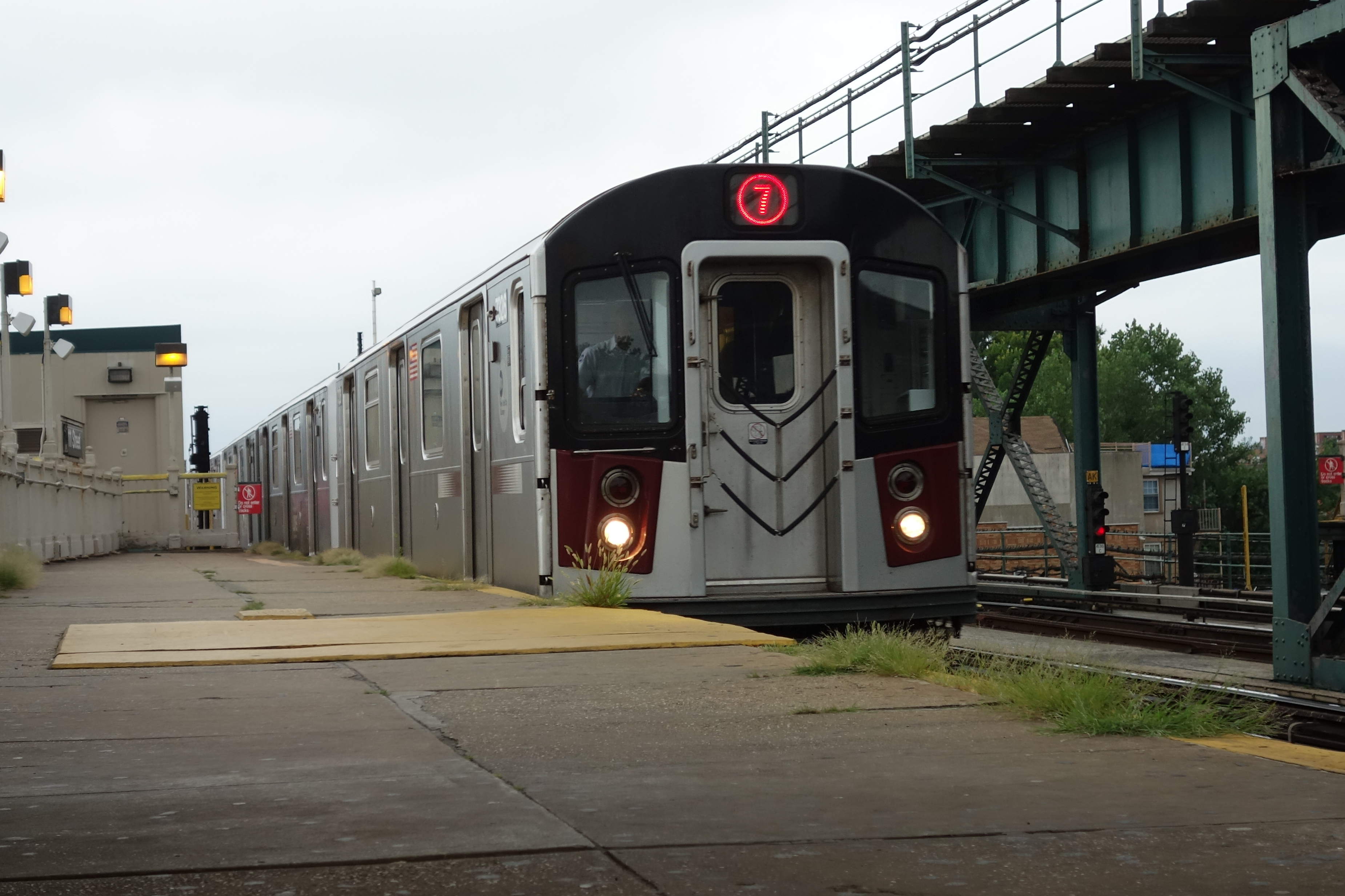
フラッシング線向けに製造されたR188形車両はCBTC装備である。

CBTCが設置された次の路線は、既存のIRTフラッシング線である。これは2015年に開通した西側の延伸区間を含んでいる。フラッシング線がCBTCの2番目の導入に選定されたのは、急行・各駅停車の違いがあれど単一の運行系統のみであるためである。2010年から2014年のMTA投資計画は、フラッシング線にCBTCを設置するための資金を提供し、2016年に設置が完了する予定であった。車両についてはR188形をCBTC対応で発注した。またこの発注では、新車の購入の他に既存のR142A形をCBTC対応に改造することも含まれていた。
2008年の晩冬、MTAはフラッシング-メイン・ストリート駅と61丁目-ウッドサイド駅間において5週間の改修と近代化に着手し、CBTCに対応するように信号と線路の工事を実施した。2008年2月27日、MTAは7系統・<7>系統のCBTCの完成とINDクイーンズ・ブールバード線（E系統・F系統・<F>系統）の開始に資金提供を継続する投資計画を発表した。設置は、2010年6月16日にプロジェクトの契約を獲得したタレスによって行われている:10。CBTCおよび路線の2015年の延伸で追加された新しい軌道構成により、7系統・<7>系統は1時間あたりの本数が27本から2本増の29本となった:24, 40。

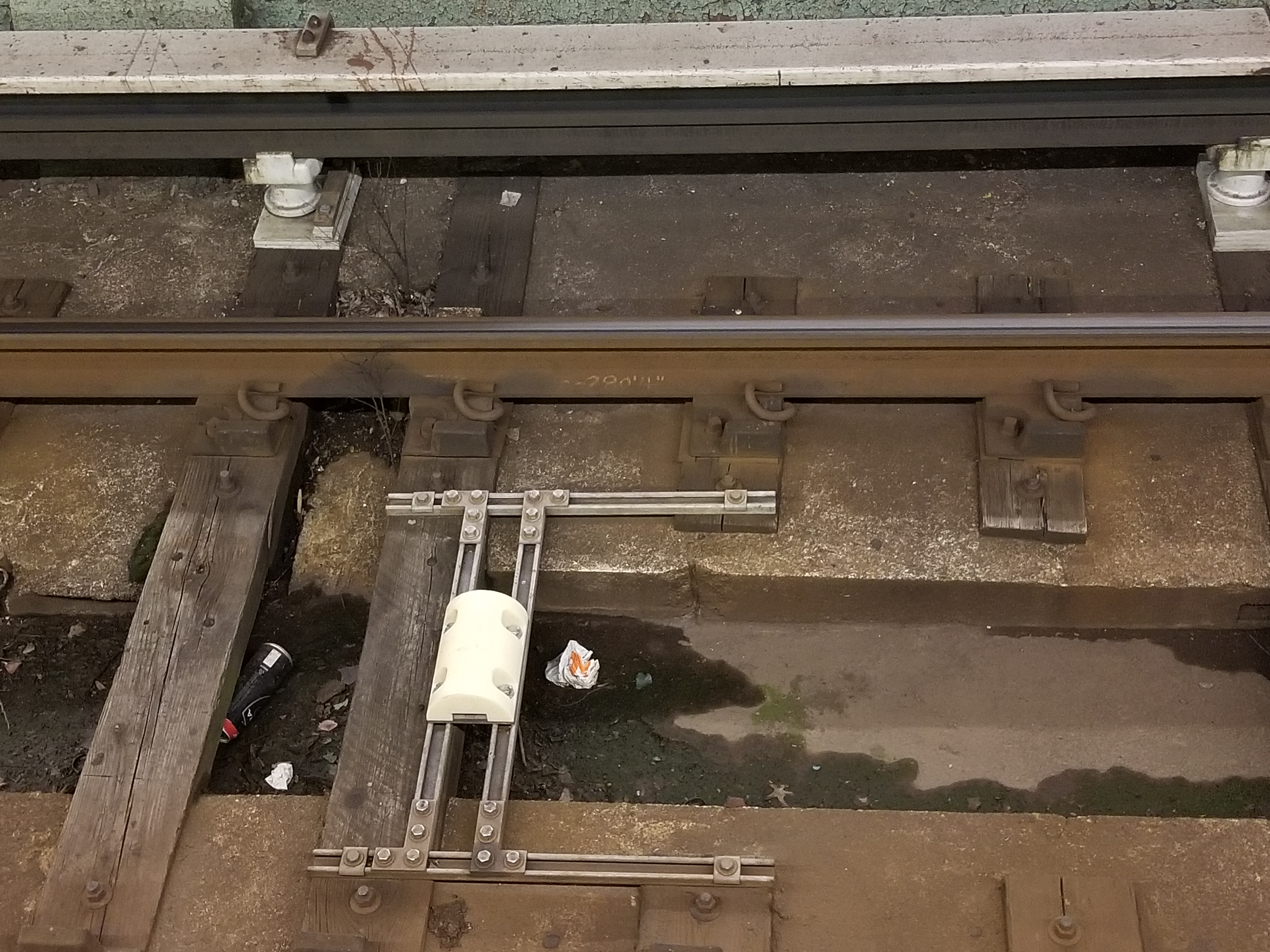
メッツ-ウィレッツ・ポイント駅のトランスポンダ地上子。

R188形の最初の営業列車は2013年11月9日に運転を開始した。R188形の自動運転モードでの試運転は2014年末に開始された。しかし、CBTCの搭載作業は後に2017年まで遅らされ、さらに設置作業時に労働者がR188形自体を含め多くの問題に直面した結果2018年へと延期された。このプロジェクトも予算を超え、当初は2億6,560万ドルだった計画に4億500万ドルが費やされた。2017年2月、MTAはメイン・ストリート駅から74丁目駅までの区間でCBTCの深夜試験を開始した。CBTCは8月までに定期列車でも使用され、10月に工事を終了した。2018年2月時点では、74丁目駅から34丁目-ハドソン・ヤード駅までの残りの区間は、2018年秋にCBTCの運行を開始する予定であった。74丁目駅とスタインウェイ・トンネルの間では、2018年半ばの8回の週末にわけて段階的にCBTCを有効化された。スタインウェイ・トンネルと34丁目-ハドソン・ヤード駅の間のフラッシング線の残りの区間は、2018 年11月26日にCBTCの運行を開始した:11–12。ただし、MTAは完全な運用までには数週間程度の工事が必要であると述べた。このプロジェクトは2019年3月7日に実質的に完了し、2019年5月に全自動列車の運転が開始され、1時間あたりの本数が29本に増加した。MTAの独立エンジニアリング・コンサルタントは、CBTCが追加の運用を補助できることを指摘し、NYCTが路線のシミュレーションを使用して路線の制約とボトルネックを特定し、路線の容量を増やすプロジェクトに着手することを推奨した:40。

### CBTC導入の拡大
2015 - 2019年のMTA投資計画の一環として、計73.2マイル (117.8 km)の路線に21億5,200万ドルの費用でCBTCを導入する計画がある（資金提供されている27億6,600万ドルの信号自動化プロジェクトの一部）。さらに3億3,700万ドルがCBTCの追加の変電所に費やされることになっている。このCBTCの設置には、カナーシー線・フラッシング線ではそれぞれ独自に納入したシーメンスとタレスが共同作業を行うことが必要条件になっている。

#### カルバー線
INDカルバー線急行線のうち4番街駅 - チャーチ・アベニュー駅の間に機器を設置するため、2005 - 2009年投資計画と2010年 - 2014年投資計画で資金が割り当てられた。総費用は9,960万ドルで、2005 - 2009年の投資計画から1,500万ドル、2010 - 2014 年の投資計画から8,460万ドルが費やされた。この設置は、シーメンスとタレスによる合弁事業で、試験線への設置は2015年12月に完了した:28。カルバー急行線が営業運転で使用された場合、急行列車はCBTCを使用せず、急行線路での試験はオフピーク時のみの実施となる。相互運用可能な2社共同のCBTCシステムを使用して、試験列車は正常に動作することが確認された。このシステムは、2015年以降、ニューヨーク市地下鉄に設置されるすべてのCBTCの標準仕様となる。3番目のサプライヤーである三菱電機は、その技術がシーメンスとタレスの技術と相互運用できることを実証する許可を与えられた。120万ドルの三菱電機との契約は2015年7月に承認された。
チャーチ・アベニュー駅以北の緩行線は、2015 - 2019年投資計画の一環としてCBTCを設置され、チャーチ・アベニュー駅と西8丁目-ニューヨーク水族館駅間の全線も同様に計画がある。チャーチ・アベニュー駅と西8丁目駅間の3箇所の連動装置交換 (ディトマス・アベニュー駅、キングス・ハイウェイ駅、アベニューX駅) も予定されている。これらは2019年2月に一次請負業者および設置業者（チューター・ペリニ）が決定した:7:20。当初は2023年6月に完了する予定だった:10が、枕木交換時のトラブルによって遅延が生じており(p16)、完了時期は未定。

#### クイーンズ・ブールバード線

##### 西部区間

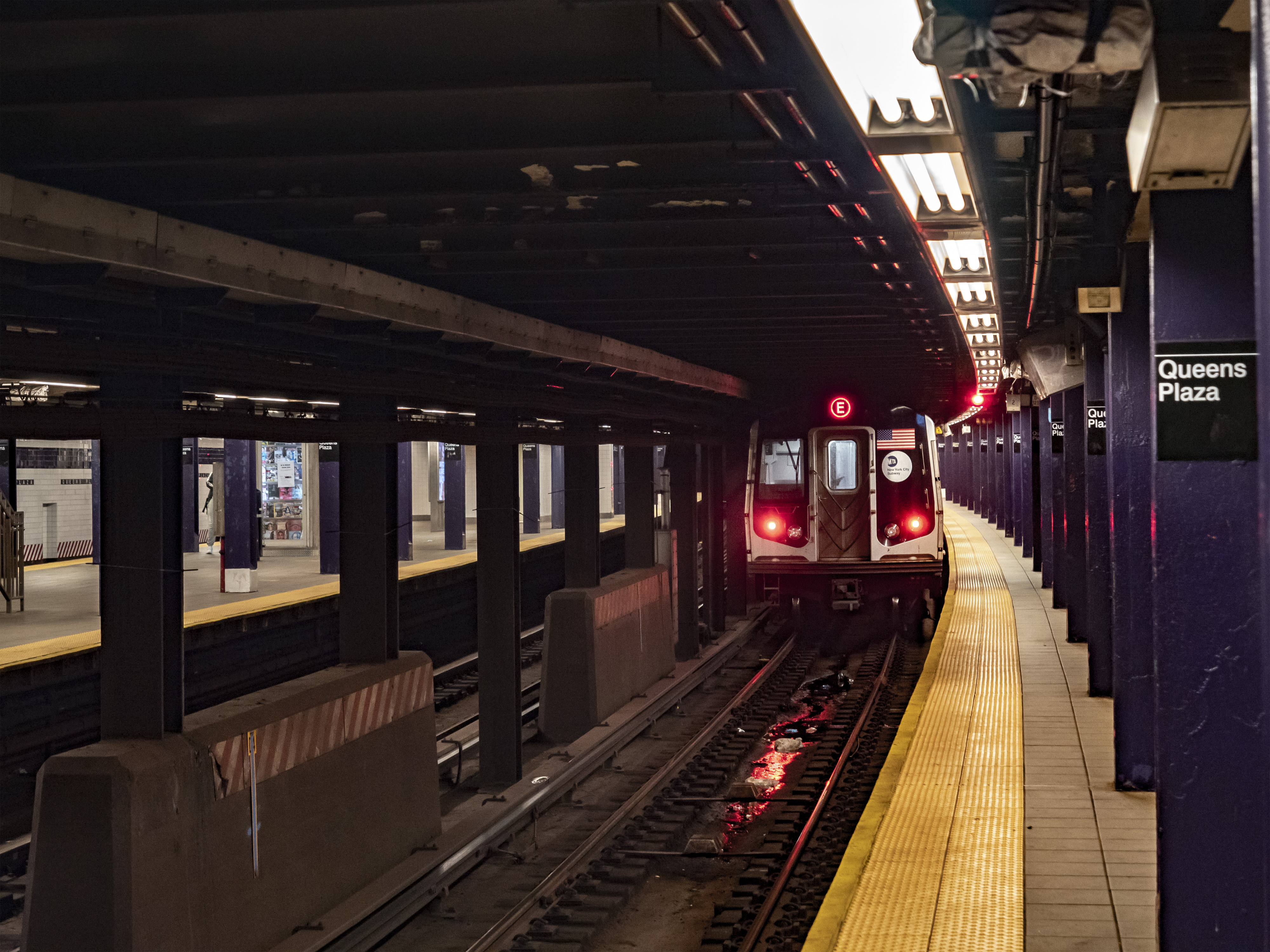
CBTCを導入するINDクイーンズ・ブールバード線（クイーンズ・プラザ駅）。

2010年代より、MTAはINDクイーンズ・ブールバード線西部区間にCBTCを順次設置した。CBTCは5段階でこの路線に設置され、第1段階 (50丁目駅と47丁目-50丁目駅からキュー・ガーデン-ユニオン・ターンパイク駅) は2010年 - 2014年の投資計画に含まれていた。21丁目-クイーンズブリッジ駅への63丁目線接続部へも導入される:16。クイーンズ・ブールバード線全体を最終的に自動化するための総費用は、9億ドルを超えると見積もられている。クイーンズ・ブールバード線の自動化により、急行線は1時間あたり29本から32本へ増加することが可能となる。同時に緩行線でも線路容量が拡大される。しかし、この路線では複数の運行系統があるため、CBTCの設置はフラッシング線やカナーシー線よりも多くの課題が存在する。
2014年12月15日、CBTCの導入を補助するコンサルティングを行う契約がシストラ・エンジニアリング社と締結された。カルバー線の試験に続いて、MTAは、2015年8月24日にシーメンスに、2015年8月31日にタレスに第1段階の設置について2億580万ドルの契約を結んだ:14。この2社のみが、ニューヨーク市の地下鉄にCBTCを設置できる認証を得ている。第1段階では8箇所にある連動装置のうち7箇所の交換が予定されている。また、4両編成および5両編成のR160形309編成へのCBTC設置工事が進められており、カナーシー線用の車両に搭載されているのと同じシーメンス製「Trainguard MT CBTC」を装備し、これは線路側に導入されているSelTrack CBTCシステムと互換性がある。CBTCを搭載する308編成のうち304編成は新たな車載機器を搭載し、NYCTの請負業者が300編成の改造を担当した。2019年6月現在、155編成の改造を終えていた。2022年4月現在、CBTCを備える予定のR160形の数は335編成に増加し、そのうち310編成が既に改造されていた(p15)。
第1段階の計画は2015年に開始され、2016年2月までに完了し、2016年11月まで主要な技術的作業が続いた。2016年12月22日、LK Comstock & Company Inc.は既存の信号を更新し、新しい信号システム用の通信、光ファイバー、およびCBTCのインフラストラクチャを設置する2億2,330万ドルの契約を締結した。第1段階の工事は当初、2020年または2021年までに完成する予定だったが、こちらも2022年に延びている:59–65。CBTCの試験は2018年8月に開始され、2019年5月までに完了し、続いて 2019年6月に列車運転士の訓練が開始された:15。2018年11月現在、第1段階は2021年3月、第2段階は2022年7月にそれぞれ完了する予定であるとしていた:18。2019年3月26日、シストラとの契約は、CBTCの区間延長（ユニオン・ターンパイク駅からジャマイカ-179丁目駅およびアーチャー・アベニュー線ジャマイカ・センター-パーソンズ/アーチャー駅）を補助するために23か月延長された。2020年11月時点ではトラブルや遅延の多発により、実質的な完了が2021年の第3四半期または第4四半期に延期されることとなっていた:6。MTAのコンサルタントは、資金調達とCBTCを装備した車両の不足によりCBTCシステムが2021年3月に計画どおりに運用開始できないと予測した:11–13。その後、完了予定は2021年の第4四半期に延期された:6。最後の区間は2022年2月に運用開始した(p15)。

##### 東部区間
2015年から2019年の投資計画は2018年4月に改訂され、レキシントン・アベニュー線、INDアーチャー・アベニュー線、およびクイーンズ ブルバード線キュー・ガーデン-ユニオン・ターンパイク駅以東（QBL東部区間、QBL-Eastと呼称）にCBTCの導入を前倒しするための設計に資金を提供した。2020年から2024年の投資計画草案では、INDクイーンズ・ブールバード線のジャマイカ-179丁目駅までの残りの部分、およびINDアーチャーアベニュー線にCBTCを設置することが求められている。2021年12月15日、MTA理事会は、クイーンズ・ブールバード線の東側部分にCBTCを設置する3つの契約のうちの最初の契約を承認した。このプロジェクトでは、ブライアーウッド駅、パーソンズ・ブールバード駅、169丁目駅、ジャマイカ-179丁目駅の連動装置が近代化され、169丁目駅と179丁目駅の連動装置は独立化される予定となっている。さらに、ユニオン・ターンパイク駅の連動装置北端にはCBTC機能が追加される。8番街線のCBTCプロジェクトに続いて、軌道回路は車軸カウンターに置き換えられる。EJエレクトリック社が設置業者で、三菱電機が同社伊丹製作所で製作したCBTCシステムを導入する。プロジェクトの費用は5億3,950万ドルで、完成は2026年の第2四半期に予定されている。三菱電機がニューヨーク市地下鉄向け、ひいては海外の鉄道路線へ納入する初のCBTCで、ニューヨーク市地下鉄としても欧州企業以外のCBTCを導入する初の事例となるが、2022年4月時点でMTAはまだデータ通信システム機器の契約についてシーメンスと交渉中であった(p18)。

#### 8番街線
IND8番街線59丁目-コロンバス・サークル駅 - ハイ・ストリート駅のCBTC導入のための資金は、2015 - 2019年の投資計画でも拠出され、30丁目と42丁目北での連動装置の更新も含まれている。また、使用されていない42丁目南の連動装置は撤去される予定である。車両についてもCBTCへの対応を進める予定である:8。8番街線の CBTCプロジェクトの設計は、クイーンズ・ブールバード線の西部区間と東部区間の自動化と同時に行われ、プロジェクト完了時にE系統を半自動化できるようにする。CBTC導入に合わせ、2つの新しい変電所が設置される。工事は2018年10月の開始を予定していたが、CBTC設置の契約は後に2019年の第1四半期に延期されていた。
2020年1月13日、MTAはLK Comstock & Company, Inc.に2億4,580万ドルで発注したと発表した。シーメンスが製作したものを納入する。これは、絶縁ジョイントと軌道回路の代わりに車軸カウンターを使用するシステムで、ニューヨーク市地下鉄では初の採用になる。車軸カウンターは破片や水に対する耐性が高く、信頼性が高く 、世界中のシステムで何十年も使用されており、CBTCプロジェクトの工期を短縮するほか、工事費、メンテナンスとライフサイクルのコストについても削減できる。また、システムの稼働開始前に試験が可能となるため、試験完了にかかる時間とそれに伴うリスクが軽減される(p13)。2020年11月現在、プロジェクト全体の予算は7億 3,360 万ドルとなっている:20。プロジェクトは2025年1月までに完了する予定:8で、2022年4月時点で工事の57%が完了している。R211形車両の契約の完了が遅れているため、緩行線のCBTCを急行線より先に供用開始する計画が作られた(p22)。

#### クロスタウン線
INDクロスタウン線コート・スクエア駅 - ホイト-スカーマーホーン・ストリーツ駅間にCBTCを設置し、同時に3箇所の連動装置を更新する計画がある。2022年に入札を行う予定で、プロジェクトの費用は5億5,640万ドルと見積もられている。2022年5月16日、MTAはクロスタウン線にCBTCを設置するための設計施工契約の提案依頼書を公表した。コート・スクエア駅の連動装置はCBTCと接続するように変更され、ノストランド・アベニューとナッソー・アベニューの機械式連動装置は交換される。ノストランド・アベニューとナッソー・アベニューにある機器室と信号扱所は、プロジェクトの一環として廃止される。このプロジェクトも車軸カウンターの使用が予定されている。工期は4年程度を見込んでいる。

#### フルトン・ストリート線
2022年11月9日、MTAはフルトン・ストリート線のハイ・ストリート駅からユークリッド・アベニュー駅と、6番街線のヨーク・ストリート駅からジェイ・ストリート-メトロテック駅、カルバー線のジェイ・ストリート駅からバーゲン・ストリート駅の上層階と下層階までの両方、そしてクロスタウン線のホイト-スカーマーホーン・ストリーツ駅からバーゲン・ストリート駅までのCBTCの設計施工契約の提案依頼書を公表した。このプロジェクトでも車軸カウンターの使用が予定され、完成には6年かかる見込みである。

#### その他
2014年の報告で、MTAは2029年までに355マイルの路線がCBTCを導入する見通しであると発表した。これにはINDの大部分、IRTレキシントン・アベニュー線、BMTブロードウェイ線が含まれる。また、2025年までにINDクロスタウン線、BMT4番街線、BMTブライトン線にCBTC設備を設置することを計画していた。一方、地域計画協会は、IRTレキシントン・アベニュー線、INDクロスタウン線、IND8番街線、INDフルトン・ストリート線、南北マンハッタン橋線、INDクイーンズ・ブールバード線、INDロッカウェイ線、およびIND6番街線は、2015年から2024年の間にCBTCの導入が必要であるとしていた。2015年から2019年のMTA投資計画の一環として、IND6番街線の34丁目駅と西4丁目駅の連動装置は、3億5,650万ドルの費用で改修された。これらの改修はクイーンズ・ブールバード線・カルバー線・および8番街線でのCBTC設置に対応するものである。
2018年3月、ニューヨーク市交通局のアンディ・バイフォード局長は、CBTCを導入するための新しい計画を作成したと発表した。これは、以前の推定では40年としていたものを10年 - 15年に短縮するものである。ただし、これには80億ドルから150億ドルかかるため、非常に高額になる。その後、バイフォードは2018年5月のMTA理事会で190億ドルの地下鉄近代化計画を発表した。この計画には、地下鉄において最も頻繁に使用される5本の路線の信号を更新することと、自動列車監視装置もCBTCもまだ導入されていないすべての地下鉄路線でISIM-Bを展開することが含まれていた。
2023年までに、INDクロスタウン線、IRTレキシントン・アベニュー線、アーチャー アベニュー線のIND側、INDクイーンズ・ブールバード線でCBTCプロジェクトが進行する予定だった。さらに、IND8番街線59丁目駅以南と、チャーチ・アベニュー駅から西8丁目駅までのカルバー線で既に進行中のCBTC工事が完了することになっていた。さらに、バイフォードの計画の下で、MTAは2028年までにクイーンズボロ・プラザ駅からディカルブ・アベニュー駅までのBMTブロードウェイ線のモンタギュー・ストリート・トンネル経由とマンハッタン橋経由の両方、INDフルトン・ストリート線とINDロッカウェイ線の全線、63丁目線のIND側、IND6番街線の59丁目-コロンバス・サークル駅からジェイ・ストリート-メトロテック駅までとディカルブ・アベニュー駅までのマンハッタン橋経由、IRTブロードウェイ-7番街線の96丁目駅以南、IRTレノックス・アベニュー線、IRTホワイト・プレーンズ・ロード線ジャクソン・アベニュー駅以南をどんなに遅くても2028年までに完成させることになっていた:23。改修期間中は、影響を受ける各線で深夜帯や休日で列車の運行が2年半にわたり一部休止されることとなっていたが、平日の運転は維持される予定であった:25。この一環として、2028年までにすべての地下鉄車両にCBTCを装備する予定となっていた:26。
2015年から2019年の投資計画は2018年4月に改訂され、レキシントン・アベニュー線の電力供給を改善し、線路容量を増やすために、負饋電線を交換し第三軌条を抵抗の低いものに交換することと、クイーンズ・ブールバード線の負饋電線の交換に資金を提供した。2020年から2024年の投資計画草案では、CBTCをさらに複数の路線に追加することが求められている。ここでは、149丁目-グランド・コンコース駅からネヴィンズ・ストリート駅までのレキシントン・アベニュー線全線、クロスタウン線全線、アストリア-ディトマース・ブールバード駅から57丁目駅までのBMT線、63丁目線のIND側、INDフルトン・ストリート線のユークリッド・アベニュー駅以西、INDクイーンズ・ブールバード線の残りの部分、およびアーチャー・アベニュー線のIND側が挙げられている。63丁目線の21丁目-クイーンズブリッジ駅から57丁目駅までと、INDフルトン・ストリート線のジェイ・ストリート駅からオーゾーン・パーク駅までのCBTCは、2025年から2029年の投資計画で予定されていた。アストリア線は、ファストフォーワードプランの中でCBTC導入を予定されていた路線ではなかった:26。
2021年12月、ブロードウェイ-ラファイエット・ストリート駅とジェイ ストリート-メトロテック駅の間の6番街線CBTCを導入することが決定した。この区間の資金は、2020年から2024年の投資計画では提供されない。2022年3月、MTAは6番街線・63丁目線のジェイ・ストリート駅と21丁目駅間にCBTCを設置すると発表した。
2022年6月9日、MTAはCBTCプログラムのプログラム管理およびプロジェクト管理コンサルティングサービスの提案依頼書を公開した。基本契約には、クロスタウン線とフルトン・ストリート線のハイ・ストリート駅-ホイト-スカーマーホーン・ストリーツ駅間のCBTC設計施工プロジェクトに対するプログラム管理およびプロジェクト管理コンサルティングサービスが含まれており、最初の3つのオプションは63丁目線と6番街線の21丁目-クイーンズブリッジ駅からジェイ・ストリート駅までの区間にCBTCを設置する3つの別々のプロジェクトがあり、4番目は63番街線と6番街線全体にCBTCを設置する単一のプロジェクトで構成され、5番目は2両の軌道検測車に車載 CBTC 機器を装備するプロジェクトで構成されていた。契約期間は86ヶ月である。2022年6月、MTAは2023年に6番街線のCBTCプロジェクトの一環として、転轍機の交換と連動作業に関する契約を募る計画を発表した。
2022年7月25日、MTA理事会が7月27日に2020年 - 2024年投資計画の修正案について投票することが発表された。この修正案は、レキシントン・アベニュー線とアストリア線のCBTCプロジェクトを 2025年 - 2029年の投資計画に延期し、それらの資金を使用して6番街線にCBTCを設置するというものである。MTAの関係者は、レキシントン・アベニュー線とアストリア線はピーク時の乗客数が少なく、これらの線は80年前の信号がある6番街線よりも新しい信号を持っていたため、線路容量の増加を目的とするCBTCの設置は優先度が低いと述べた。遅延のもう1つの要因は、地下鉄車両メーカーによる遅延である。レキシントン・アベニュー線のCBTCは、新型R262形車両の導入時期に左右されていた。一方、6番街線のCBTCは既存車両または製造中のR211形車両によって対応できる。レキシントン・アベニュー線CBTCプロジェクトの延期に伴い、R262形車両の導入数は減少する見込みである。6番街線CBTCプロジェクトの一環として、ジェイ・ストリートの連動装置が交換される予定である。

### 超広帯域信号・その他の提案
2017年、MTAはINDカルバー線と42丁目シャトルで超広帯域の無線対応列車信号のテストを開始した。超広帯域列車信号は、CBTCと同様の方法でより多くのデータを無線で送信できるが、CBTCシステムよりも速く設置できる。超広帯域信号には、乗客が駅内でしか携帯電話の信号を受信できない現在の設定ではなく、乗客が駅間で携帯電話を使用できるという利点もある。
同年、地下鉄全体でのCBTCの完全な実装には40年から50年かかる可能性があると報告された。その年の地下鉄の緊急事態を受けて、MTAのジョー・ロタ会長はCBTCの設置スケジュールを「単に長すぎる」と説明し、代わりに作業をスピードアップする方法を提案し、信号をアップグレードするより迅速な方法を見つけるためにジーニアス・トランジット・チャレンジを主催した。提案の中には、他の鉄道網や地下鉄網ではテストされたことのない、まったく新しいコンセプトである無線信号システムがいくつか含まれていた。
2018年3月、MTAは、4つの団体がこのチャレンジに提出した2つの提案が採択されたことを発表した。提案の1つは、超広帯域信号技術を使用するもので、もう1つは線路への設置を最小限に抑えて、列車にセンサーとカメラを設置する必要があるシステムだった。ニューヨーク市交通局 (NYCT) のアンディ・バイフォード会長は、CBTCのようなより確立されたシステムが設置を進めるのと同時に、超広帯域技術を試験したいと述べた。2019年3月、カナーシー線とフラッシング線にUWBを設置する契約が成立した:21–22。各線4編成にUWBを搭載する。その後、MTAは9か月間の試験を行い、2020年1月のプレスリリースで、試験が成功したことを発表した。
2020年5月の投資計画監視委員会の会議で、異なる技術と企業で行われた2つのUWB試験がほぼ完了し、データ収集が2020年6月に完了することが発表された。MTAは、UWBが列車の位置を決定するのに有用であることを見出し、既存のCBTCプロジェクトで使用されているトランスポンダ式の列車位置特定システムを置き換えるために、将来のプロジェクトでそれを使用することを検討していた。UWBは、列車の位置に関するより正確な情報を提供し、より簡単な車載設置を可能にする。短期的には、MTAは新しい技術の相互運用性標準を進めていた。試験期間中、MTAはUWBと同時にレーダー、HDカメラ、LIDARを使用する可能性を調査した。
2021年6月、MTA理事会は、2つのシステム間の相互運用性を確立するために、タレスおよびシーメンスとの2社のUWBの概念実証契約の修正を承認した。MTAは、両方のシステムが受け入れ可能であることが判明したため、2社の下請け業者（シーメンスに対してヒュマンティックス、タレスに対してパイパー）間の競争を促進し、UWBシステムの回復力を維持するため、そのシステムがパイパーのシステムと通信して使用できるようにヒューマティックスがUWBシステムを再設計することは理にかなっていると判断した。
2022年4月7日、MTAは情報要請 (RFI) を発行し、CBTCを備えた地下鉄路線で作業列車が効率的かつ安全に運行できるようにし、従来型信号装置 (AWS) の打子式ATS装置、その他標準的な沿線信号の削減または廃止を可能にする技術に関する情報を求めた。現在、車載CBTC機器を装備していない作業用列車は、従来のAWS信号機、軌道回路、または車軸カウンターで構成されるAWSシステムを利用する必要がある。NYCTは、2018年に作業用列車にCBTCを装備することに関する調査を実施した。
2022年5月20日に発行された別のRFIでは、既存のS733信号標準仕様を更新して、将来のCBTC導入でAWS関連の作業を大幅に削減または排除して、CBTCで使用できるように簡素化する提案を求めた。現在、CBTCはS733規格ではAWSのオーバーレイとして扱われており、AWSの導入には多大な労力が必要となる。
2022年6月1日、MTAは機器室の配置、建設、および設計のコストを削減し、完成した信号を運用開始前にテストするために線路を閉鎖する必要性を減らすために、沿線の信号インフラストラクチャを簡素化する方法に関する提案を求めるRFIを公表した。現在、各機器室には現場制御盤、プログラマブル・ロジック・コントローラ、継電または電子連動装置、CBTCの拠点装置と関連する電源装置とネットワーク設備を設置している。RFIは、回答者は、関連する機器箱を含む打子装置や線路わきの信号機、機器室に設置される装置と線路わきのケーブルを可能な限り削減し、プログラマブル・ロジック・コントローラーとそのインターフェースを拠点装置や自動列車監視制御装置に内在するソフトウェアロジックに置き換え、現場制御盤と関連するインターフェースや装置を削減または統合し、これらをリモートターミナルに置き換え、直接駆動式の入出力信号を使うことで継電器の数を削減または撤廃し、そのほか機器室に置く装置を削減または統合する方法を検討する必要があると発表した。